# 1975年ラグビーウェールズ代表のアジア遠征
1975年ラグビーウェールズ代表のアジア遠征（1975ねんラグビーウェールズだいひょうのアジアえんせい）では、1975年9月にウェールズ代表が香港及び日本に遠征し香港代表、日本代表とのテストマッチを含む計5試合が組まれた。

## 試合日程・結果
| 日時          | 会場                     | ホーム               | スコア | アウェイ   |
| ------------- | ------------------------ | -------------------- | ------ | ---------- |
| 1975年9月10日 | 香港                     | 香港                 | 3-32   | ウェールズ |
| 1975年9月15日 | 旧国立競技場（東京都）   | 早稲田大学・近鉄連合 | 3-32   | ウェールズ |
| 1975年9月18日 | 旧国立競技場（東京都）   | 日本B代表            | 7-34   | ウェールズ |
| 1975年9月21日 | 花園ラグビー場（大阪府） | 日本                 | 12-56  | ウェールズ |
| 1975年9月24日 | 旧国立競技場（東京都）   | 日本                 | 6-82   | ウェールズ |